# Messei
Messei est une commune française, située dans le département de l'Orne en région Normandie, peuplée de 1 819 habitants (les Messéens).

## Géographie

### Situation
Chef-lieu de canton, Messei se trouve sur l'axe Flers - La Ferté-Macé à 5 km de Flers, dans l'ouest du département de l'Orne. Le territoire est bordé par la Varenne, qui n'est encore qu'un ruisseau appelé le Morin.

### Hameaux ou écarts
Les Planches de Croc, le Buisson-Jourdan, les Bourdaines, la Pacotière, l'Oiselière, la Bondière, Crocq, les Buissons, la Vallée, les Pasquières, la Landrière, les Marettes, les Genétés, le Gué, le Pont-Plisson, la Balonnière, la Garenne, Saint Gervais, le Morin, la Pignoche, la Sallière, les Buttes, la Tuilerie, les Houssayes, la Côte, la Merrie, la Cheminière, la Hagueries, la Berthaudière, la Bruyère, le Vieux Château.

### Communes limitrophes
| Flers                | La Selle-la-Forge     | Landigou, Échalou     |
| La Chapelle-au-Moine | Messei                | Échalou               |
| Le Châtellier        | Saint-André-de-Messei | Saint-André-de-Messei |

### Hydrographie
La commune est traversée par la ligne de partage des eaux entre les bassins hydrographiques Seine-Normandie et Loire-Bretagne. Elle est drainée par la Varenne, la Vere, le cours d'eau 01 de Fumeçon, le cours d'eau 01 de la commune de la Selle-la-Forge et  et un autre petit cours d'eau,.
La Varenne, d'une longueur de 60 km, prend sa source dans la commune , à une altitude de 239 mètres, près du hameau de la Bédellerie, et se jette  dans la Mayenne à Ambrières-les-Vallées à une altitude de 94 mètres, après avoir traversé 17 communes. 

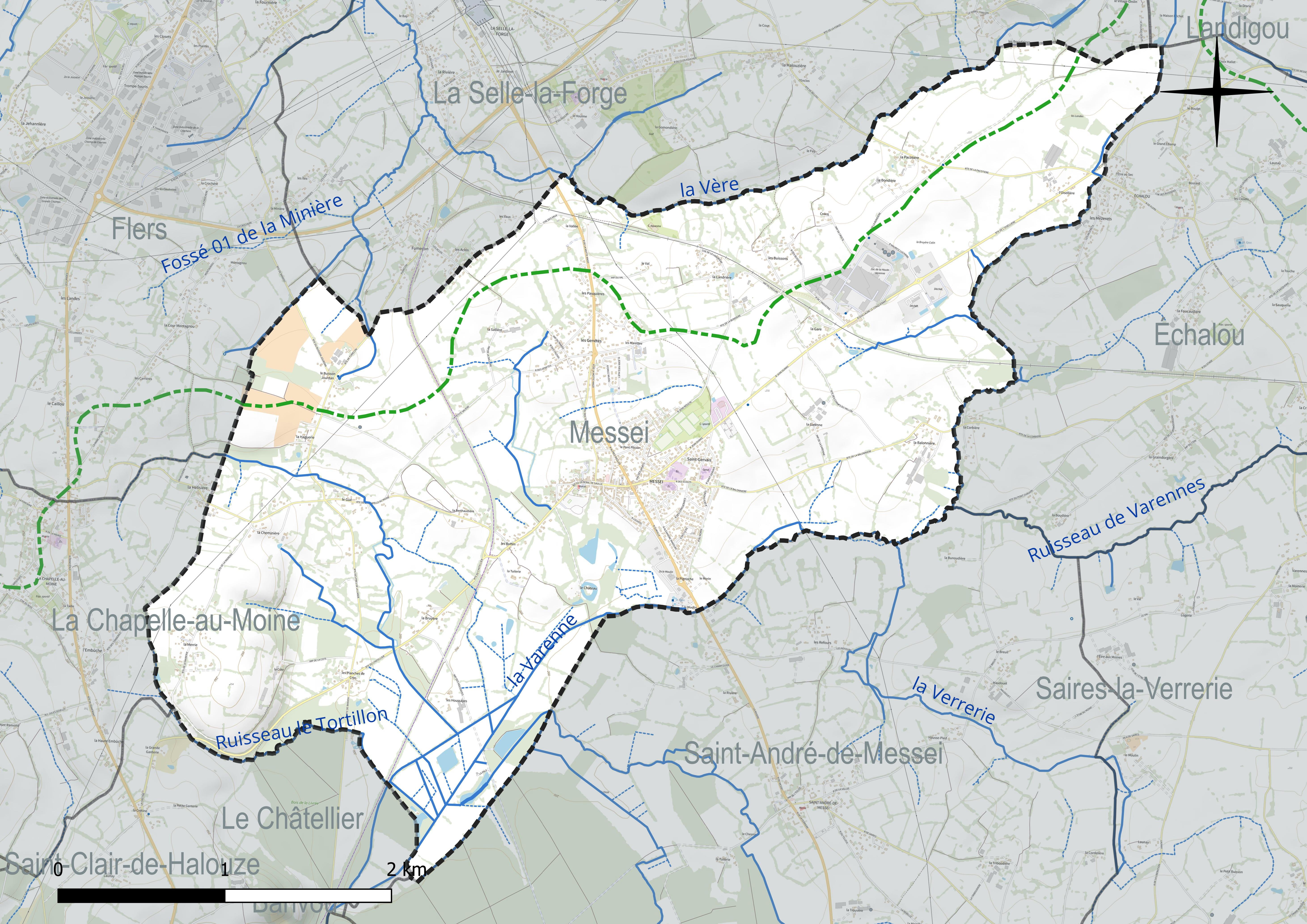
Réseau hydrographique de Messei.

La Vère, d'une longueur de 25 km, prend sa source dans la commune de Landigou et se jette  dans le Noireau à Saint-Pierre-du-Regard, après avoir traversé douze communes. 

### Climat
Pour des articles plus généraux, voir Climat de la Normandie et Climat de l'Orne.
En 2010, le climat de la commune est de type climat océanique altéré, selon une étude du CNRS s'appuyant sur une série de données couvrant la période 1971-2000. En 2020, Météo-France publie une typologie des climats de la France métropolitaine dans laquelle la commune est exposée à un climat océanique et est dans la région climatique Normandie (Cotentin, Orne), caractérisée par une pluviométrie relativement élevée (850 mm/a) et un été frais (15,5 °C) et venté. Parallèlement le GIEC normand, un groupe régional d’experts sur le climat, différencie quant à lui, dans une étude de 2020, trois grands types de climats pour la région Normandie, nuancés à une échelle plus fine par les facteurs géographiques locaux. La commune est, selon ce zonage, exposée à un « climat contrasté des collines », correspondant au Bocage normand, bien arrosé, voire très arrosé sur les reliefs les plus exposés au flux d’ouest, et frais en raison de l’altitude.
Pour la période 1971-2000, la température annuelle moyenne est de 10,4 °C, avec une amplitude thermique annuelle de 13,5 °C. Le cumul annuel moyen de précipitations est de 932 mm, avec 13,7 jours de précipitations en janvier et 7,9 jours en juillet. Pour la période 1991-2020, la température moyenne annuelle observée sur la station météorologique la plus proche, située sur la commune d'Athis-Val de Rouvre à 11 km à vol d'oiseau, est de 10,6 °C et le cumul annuel moyen de précipitations est de 944,7 mm,. Pour l'avenir, les paramètres climatiques de la commune estimés pour 2050 selon différents scénarios d’émission de gaz à effet de serre sont consultables sur un site dédié publié par Météo-France en novembre 2022.

## Urbanisme

### Typologie
Au 1er janvier 2024, Messei est catégorisée bourg rural, selon la nouvelle grille communale de densité à sept niveaux définie par l'Insee en 2022.
Elle est située hors unité urbaine. Par ailleurs la commune fait partie de l'aire d'attraction de Flers, dont elle est une commune de la couronne,. Cette aire, qui regroupe 38 communes, est catégorisée dans les aires de 50 000 à moins de 200 000 habitants,.

### Occupation des sols
L'occupation des sols de la commune, telle qu'elle ressort de la base de données européenne d’occupation biophysique des sols Corine Land Cover (CLC), est marquée par l'importance des territoires agricoles (88,3 % en 2018), en diminution par rapport à 1990 (90,4 %). La répartition détaillée en 2018 est la suivante : 
prairies (63,3 %), zones agricoles hétérogènes (19,1 %), zones urbanisées (7,1 %), terres arables (6 %), zones industrielles ou commerciales et réseaux de communication (3,7 %), milieux à végétation arbustive et/ou herbacée (0,7 %), forêts (0,2 %). L'évolution de l’occupation des sols de la commune et de ses infrastructures peut être observée sur les différentes représentations cartographiques du territoire : la carte de Cassini (XVIIIe siècle), la carte d'état-major (1820-1866) et les cartes ou photos aériennes de l'IGN pour la période actuelle (1950 à aujourd'hui).

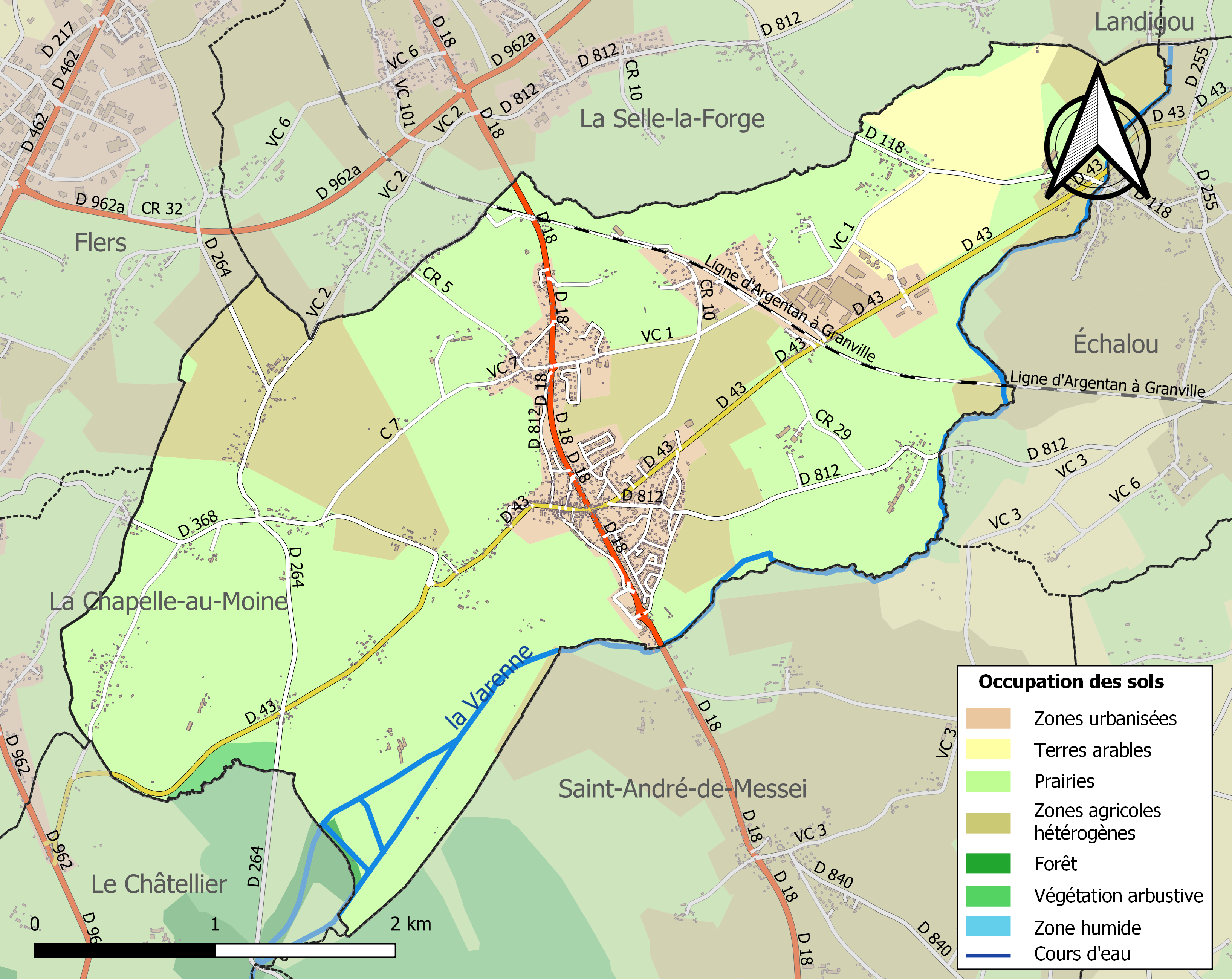
Carte des infrastructures et de l'occupation des sols de la commune en 2018 (CLC).

## Toponymie
Le nom de la localité est attesté sous les formes Messey en 1374, Messei en 1808.
Les dernières recherches en linguistique normande font supposer que le nom de « Messei » provient du nom propre latin Mettius, ce qui laisserait croire que la commune a été fondée par un Romain, peut-être un descendant ou parent de Marcus Mettius Rufus, issu de cette famille de gouverneurs et de sénateurs romains. Aucune découverte archéologique ou provenant d'une autre source ne peut cependant confirmer cette hypothèse.

## Histoire
D'après René Bansard, la commune est située sur une ancienne voie romaine allant de Rennes à Lisieux.
En 1095, Geoffroy et Jean, seigneurs de La Ferrière-aux-Étangs, vendent le château et la seigneurie de Messei pour faire le voyage en Terre sainte avec le duc de Normandie Robert Courteheuse. En 1199, une bulle du pape Innocent III confirme que l'église Saint-Gervais de Messey appartient au chapitre de Sées : « in pago Hulmensi […] Ecclesiam sancti Gervasi de Melseio ».
En 1374, Guillaume du Merle, capitaine-général en Basse-Normandie et gouverneur de Falaise, est baron de Messey comme l'avaient été ses aïeux depuis le XIIe siècle, notamment son grand-père Foulques du Merle, maréchal de France en 1302. La baronnie de Messey quitte la famille du Merle en 1402 lors du mariage de Catherine du Merle avec Henri de Bailleul. La baronnie de Messey entre dans la famille de Souvré par le mariage de Françoise de Bailleul avec Gilles de Souvré, précepteur de Louis XIII et maréchal de France en 1582. René de Souvré fait ériger la baronnie de Messey en marquisat en 1621, en faveur de son fils unique, Joseph de Souvré. En 1686, le titre de marquis de Messey est maintenu en faveur de François Michel Le Tellier de Louvois, à la suite de son mariage avec Anne de Souvré, arrière-petite-fille de Gilles de Souvré et petite-nièce de Madeleine de Souvré, marquise de Sablé. Le marquisat de Messey est réuni à la terre de Flers, au profit de Hyacinthe de La Motte-Ango, comte de Flers, par lettres patentes de Louis XV en mai 1754.
L'ancien domaine de Messey est acquis en 1806 par le comte Jean Sigismond Ehrenreich de Redern Bernsdorf (1761-1835), fils d'un grand maréchal de la Cour de Berlin et d'une mère française, ambassadeur à Madrid en 1788. Les terres de Messey sont vendues en 1820  à MM. Thirion et Schnetz, notaires.
En 1828, Saint-Gervais-de-Messey prend le nom de Messei.

## Héraldique
| Blason de Messei | Blason  | Coupé : au premier de gueules à la tour d'argent ouverte et maçonnée de sable, au second d'azur à la navette de tisserand d'or posée en fasce. |
| Blason de Messei | Détails | |

## Politique et administration

### Administration municipale
Le conseil municipal est composé de dix-neuf membres dont le maire et cinq adjoints.

### Liste des maires
| Période   | Période   | Identité          | Étiquette | Qualité               |
| --------- | --------- | ----------------- | --------- | --------------------- |
| 1944      | 1946      | Arthur Maillard   |           |                       |
| 1947      | 1947      | Alexandre Duval   |           |                       |
| 1947      | 1953      | Pierre Vautier    |           | Fromager              |
| 1953      | 1959      | Alfred Riegler    |           | Pharmacien            |
| 1959      | 1965      | Alexandre Manoury |           |                       |
| 1965      | 1978      | Alfred Riegler    |           | Pharmacien            |
| 1978      | mars 2001 | Gérard Burel      | RPR-UMP   | Vétérinaire           |
| mars 2001 | En cours  | Michel Dumaine    | centriste | Inspecteur d'académie |

## Établissements scolaires
- École maternelle Jacques-Prévert.
- École primaire Marcel-Pagnol.

## Démographie
L'évolution du nombre d'habitants est connue à travers les recensements de la population effectués dans la commune depuis 1793. Pour les communes de moins de 10 000 habitants, une enquête de recensement portant sur toute la population est réalisée tous les cinq ans, les populations de référence des années intermédiaires étant quant à elles estimées par interpolation ou extrapolation. Pour la commune, le premier recensement exhaustif entrant dans le cadre du nouveau dispositif a été réalisé en 2004.
En 2022, la commune comptait 1 819 habitants, en évolution de −5,99 % par rapport à 2016 (Orne : −3,21 %, France hors Mayotte : +2,11 %).
Messei a compté jusqu'à 2 017 habitants en 1982.
| 1793  | 1800  | 1806  | 1821  | 1831  | 1836  | 1841  | 1846  | 1851  |
| ----- | ----- | ----- | ----- | ----- | ----- | ----- | ----- | ----- |
| 1 040 | 1 068 | 1 227 | 1 333 | 1 518 | 1 611 | 1 709 | 1 778 | 1 781 |

| 1856  | 1861  | 1866  | 1872  | 1876  | 1881  | 1886  | 1891  | 1896  |
| ----- | ----- | ----- | ----- | ----- | ----- | ----- | ----- | ----- |
| 1 790 | 1 776 | 1 767 | 1 725 | 1 631 | 1 533 | 1 416 | 1 235 | 1 125 |

| 1901  | 1906  | 1911  | 1921 | 1926  | 1931 | 1936 | 1946  | 1954  |
| ----- | ----- | ----- | ---- | ----- | ---- | ---- | ----- | ----- |
| 1 080 | 1 030 | 1 026 | 946  | 1 004 | 992  | 922  | 1 030 | 1 047 |

| 1962  | 1968  | 1975  | 1982  | 1990  | 1999  | 2004  | 2006  | 2009  |
| ----- | ----- | ----- | ----- | ----- | ----- | ----- | ----- | ----- |
| 1 047 | 1 118 | 1 505 | 2 017 | 1 964 | 1 938 | 1 912 | 1 947 | 1 914 |

| 2014  | 2019  | 2022  | - | - | - | - | - | - |
| ----- | ----- | ----- | - | - | - | - | - | - |
| 1 937 | 1 854 | 1 819 | - | - | - | - | - | - |

## Économie

### Industries
- Gine Tranor, industries alimentaires.
- Faurecia, industries automobiles.

## Lieux et monuments
- Église Saint-Gervais et Saint-Protais de la fin du XIXe siècle, de style néo-roman.
- Le château de Messei, ruines d'un château fort du XIe siècle avec ses deux mottes féodales[33].
- Le château d'Émile de Marcère, construit vers 1870, actuelle mairie de Messei.
- Gare de Messei.

Église Saint-Gervais et Saint-Protais
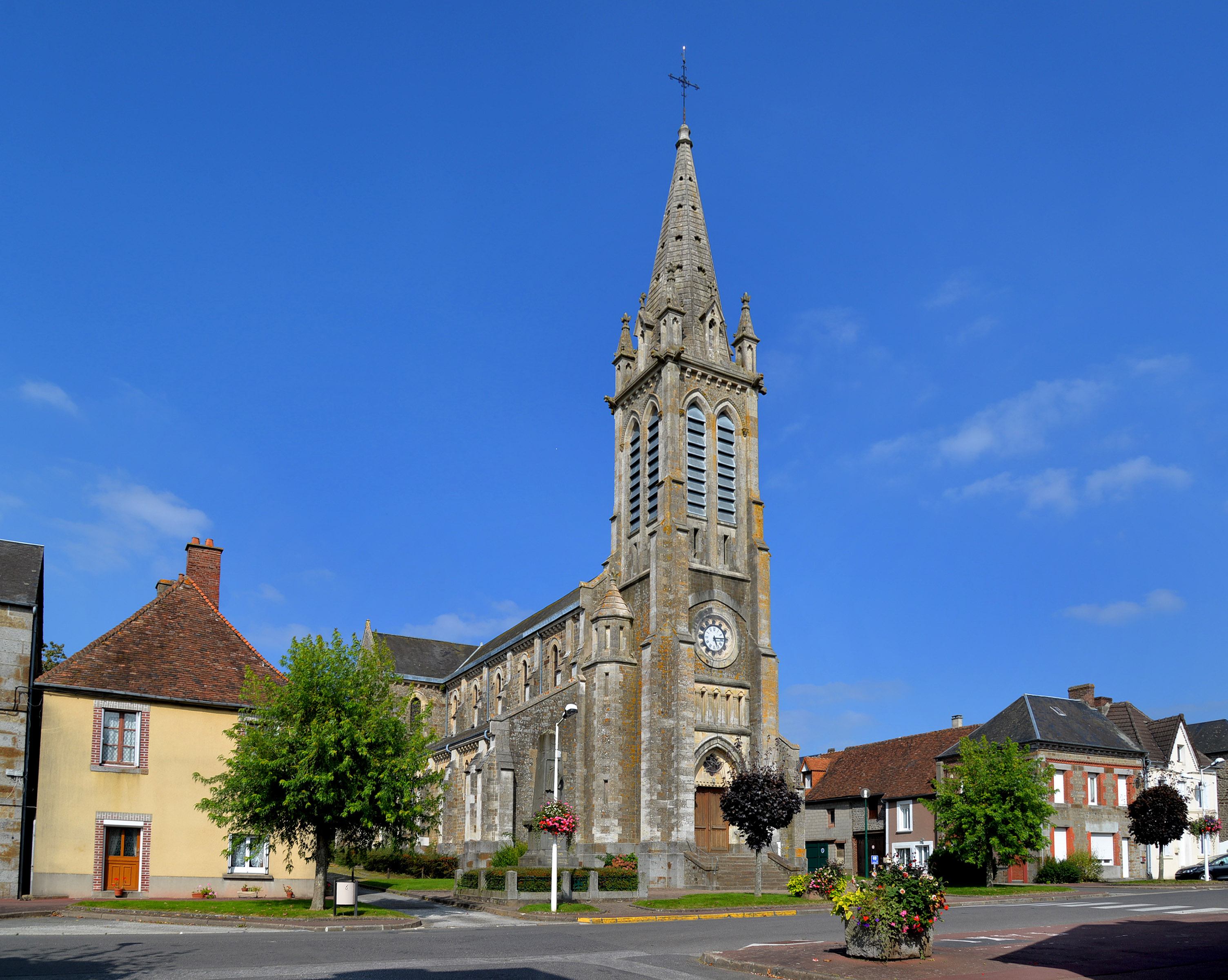
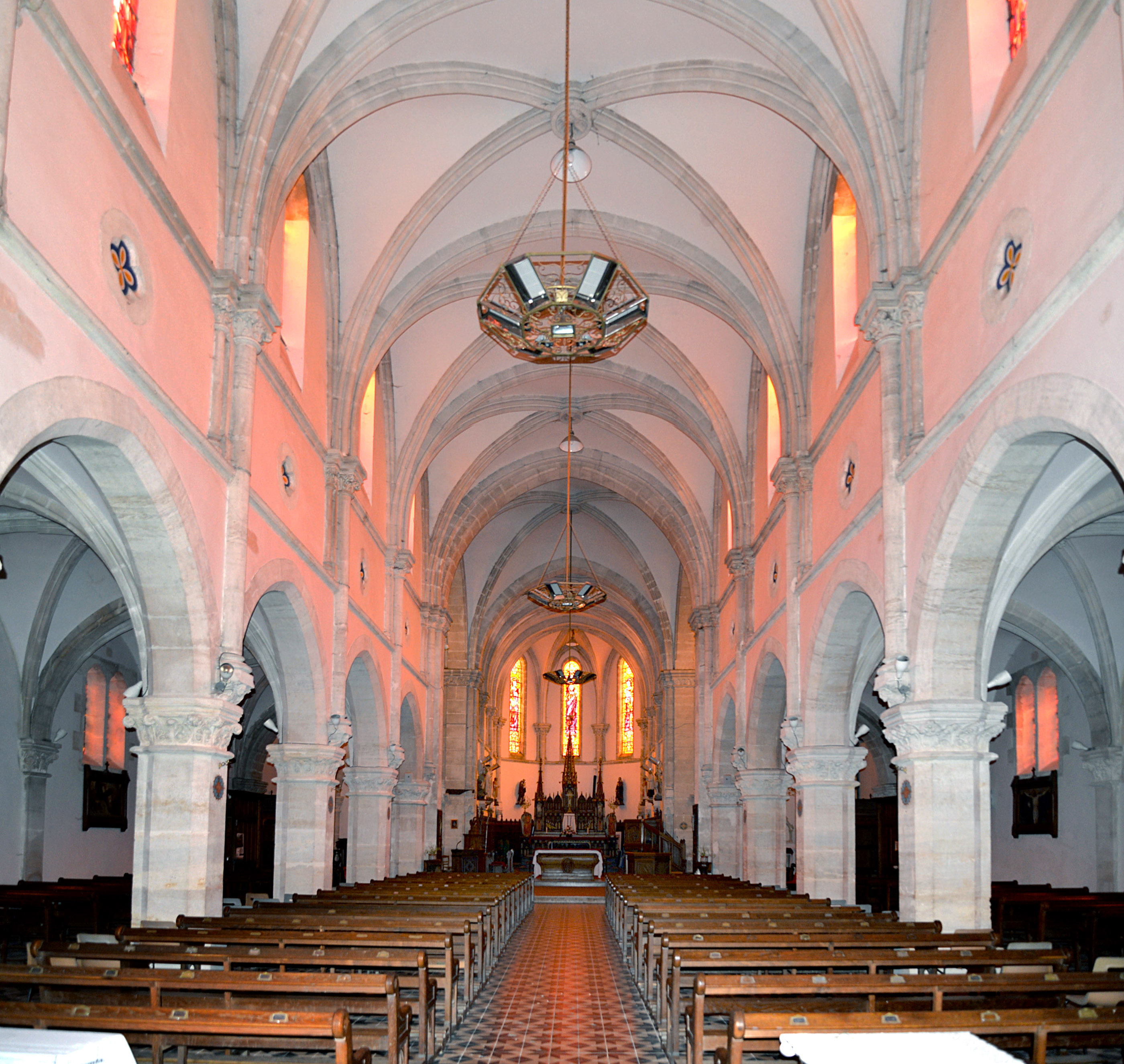
La nef.
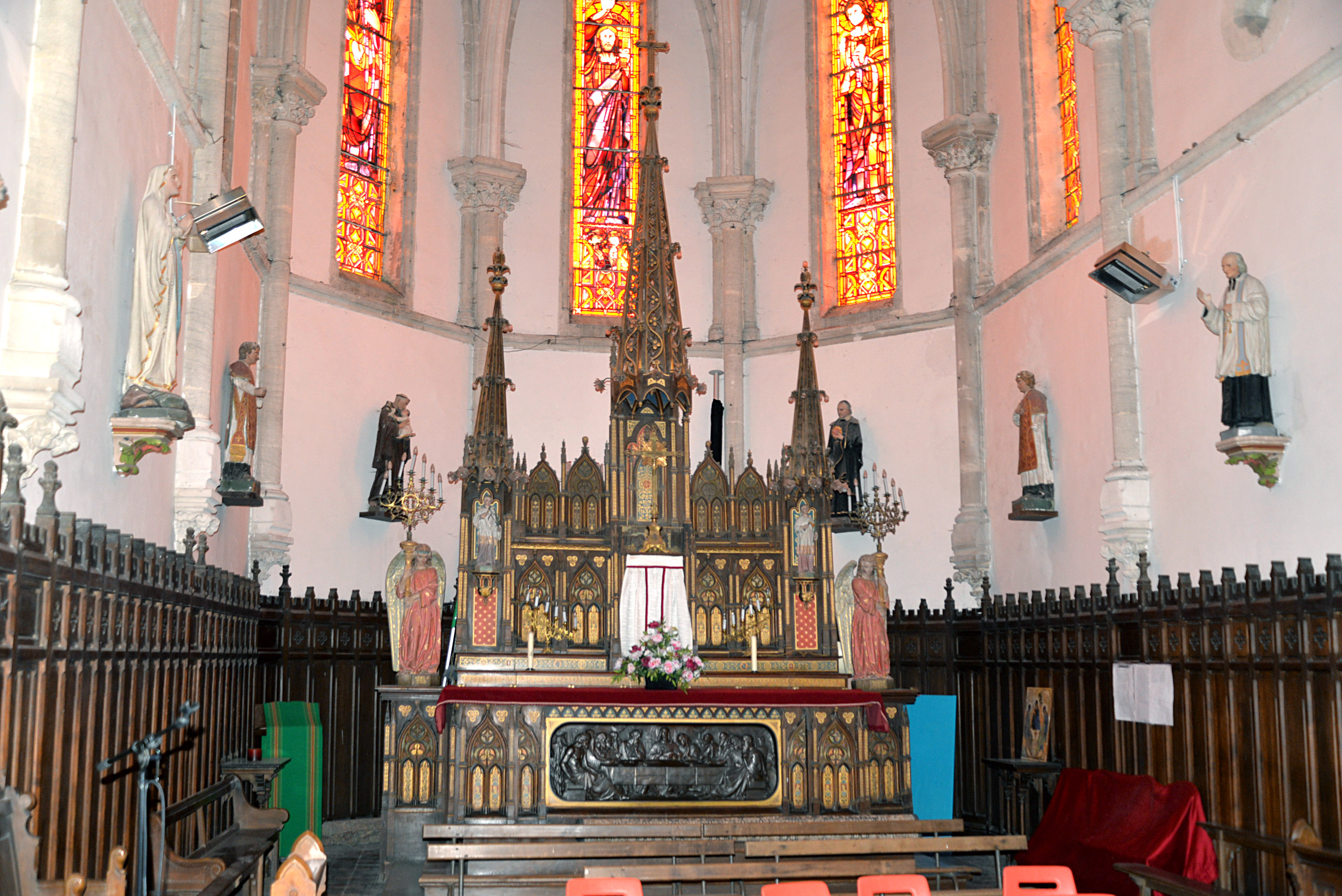
Le maître-autel.

## Activité et manifestations

### Sports
L'Avenir de Messei fait évoluer une équipe de football en ligue de Basse-Normandie et deux autres en divisions de district.

## Personnalités liées à la commune
- Foulques du Merle (1245-1314), maréchal de France, baron de Messei.
- Guillaume VIII du Merle (?-1371), baron de Messei, compagnon de du Guesclin puis capitaine général de Normandie.
- Gilles de Courtenvaux de Souvré (1540-1626), maréchal de France, précepteur de Louis XIII, baron de Messei.
- François Michel Le Tellier de Louvois (1641-1691), ministre d'État, marquis de Messei.
- Émile de Marcère (1828-1918 à Messei), ministre d'État, maire de Messei.
- Édouard de Marcère (1858-1943 à Messei), fils d'Émile de Marcère, sous-préfet, maire de Messei.
- Gérard Burel (1935-2012), maire de Messei (1978-2001) et président du conseil général de l'Orne (1993-2007).